# Liste der Vizegouverneure der Amerikanischen Jungferninseln
Diese Liste umfasst die Vizegouverneure des US-Außengebietes der Amerikanischen Jungferninseln. Das Amt wurde 1969 durch den Virgin Islands Elective Governors Act geschaffen. Zu selben Zeitpunkt wurde das Amt des Government Secretary abgeschafft.
| Name                 | Amtszeit  | Partei                        | Bemerkungen |
| -------------------- | --------- | ----------------------------- | --- |
| David Earle Maas     | 1969–1973 | Republikaner                  | David Earle Maas fungierte vom 1. Juli 1969 bis zu seinem Rücktritt am 20. Februar 1973 als Vizegouverneur.                                                                       |
| vakant               |           |                               | Der Senatspräsident Claude A. Molloy fungierte zwischen Februar und April 1973 als kommissarischer Vizegouverneur.                                                                |
| Athniel C. Ottley    | 1973–1975 | Demokrat                      | Der Senator Athniel C. Ottley legte am 6. April 1973 seinen Amtseid als Vizegouverneur ab und hielt den Posten für die Restamtszeit von David Earle Maas.                         |
| Juan Francisco Luis  | 1975–1978 | Independent Citizens Movement | Nach dem Tod von Gouverneur Cyril E. King am 2. Januar 1978 übernahm Juan Francisco Luis entsprechend der Verfassung der Amerikanischen Jungferninseln dessen Amt als Gouverneur. |
| vakant               |           |                               | |
| Henry A. Millin      | 1978–1983 | Demokrat                      | Henry A. Millin trat das Amt als Vizegouverneur am 10. März 1978 an und hielt den Posten bis Januar 1983 inne.                                                                    |
| Julio A. Brady       | 1983–1987 | Republikaner                  | |
| Derek M. Hodge       | 1987–1995 | Demokrat                      | |
| Kenneth E. Mapp      | 1995–1999 | Unabhängiger                  | |
| Gerard Luz James II. | 1999–2003 | Demokrat                      | |
| Vargrave A. Richards | 2003–2007 | Demokrat                      | |
| Gregory R. Francis   | 2007–2015 | Demokrat                      | |
| Osbert Potter        | seit 2015 | Unabhängiger                  | |